# Железнодорожный музей Лавассааре
Музей узкоколейной железной дороги в Лавассааре — один из двух действующих музеев Эстонии, освещающих историю железнодорожного движения. Музей в Хаапсалу рассказывает, преимущественно, о железнодорожном сообщении с этим городом. Музей в местечке Лавассааре, пригороде города Пярну, рассказывает об истории эстонской узкоколейки.

## Описание
Уникальность лавассареского музея заключается в том, что это один из двух, расположенных на территории бывшего СССР музеев, посвящённых этой тематике (второй — «Переславский железнодорожный музей» находится в посёлке Талицы Переславского района Ярославской области России). Сбор экспонатов для эстонского музея узкоколейки начался в 1980 году, уже после того, как 750-миллиметровые полотна были заменены на стандартные с размером 1520. Первым в здешней коллекции стал локомотив-тягач VP-1-899.
Осенью 1987 году энтузиастами было организовано общество, основной задачей которого стало строительство полноценного железнодорожного музея. Спустя год оно заручилось поддержкой Общества охраны старины (Eesti Muinsuskaitse Selts). Тогда же и началось обустройство музейной территории в Лавассааре.
Музей находится в депо торфовозной УЖД. В 1920-е годы она соединялась с городом Пярну, в 1980—2010-х — с торфопредприятием Тоотси.
Для посетителей двери музея открылись лишь в 1992 году. К тому времени коллекцию имеющейся здесь техники уже можно было назвать внушительной. Она и сегодня превосходит по своему богатству и разнообразию переславский музей. В Лавассааре собраны образцы железнодорожной техники Эстонии, а также Украины, России, Латвии и Литвы. Руководство музея отмечает, что всё это стало возможным во многом благодаря помощи Общества охраны старины и Таллинского железнодорожного депо.
В 1996 году, когда отмечалось столетие узкоколейного железнодорожного сообщения в Эстонии лавассареский музей был официально зарегистрирован в качестве недоходного предприятия. Тогда же состоялось открытие внутренней экспозиции, в которой собраны многочисленные артефакты и документы времени. Сегодня коллекция музея насчитывает 65 единиц различной техники.
В музее можно не только полюбоваться поездами, но и изучить некоторые из них изнутри. Музей соединяется с посёлком узкоколейной железной дорогой, по которой несколько раз в день курсирует пассажирский состав, доставляющий сюда посетителей.
1. ↑  https://museumrailway.ee/meist/